# Rhinopalpa stratonice
Rhinopalpa stratonice är en fjärilsart som beskrevs av Felder 1867. Rhinopalpa stratonice ingår i släktet Rhinopalpa och familjen praktfjärilar. Inga underarter finns listade.